# Meet the Deedles
 (septembre 2020).
Si vous disposez d'ouvrages ou d'articles de référence ou si vous connaissez des sites web de qualité traitant du thème abordé ici, merci de compléter l'article en donnant les références utiles à sa vérifiabilité et en les liant à la section « Notes et références ».
Pour plus de détails, voir Fiche technique et Distribution.
Meet the Deedles ou Voici les Deedles au Québec est un film américain réalisé par Steve Boyum, sorti en 1998.

## Fiche technique
- Titre : Meet the Deedles
- Titre québécois : Voici les Deedles
- Réalisation : Steve Boyum
- Scénario : Jim Herzfeld
- Photographie : David Hennings
- Musique : Steve Bartek
- Pays d'origine : États-Unis
- Genre : comédie
- Date de sortie : 1998

## Distribution
Légende : V. Q. = Version québécoise
- Steve Van Wormer (V. F. : Gérard Rinaldi - V. Q. : François Godin) : Stew Deedle
- Paul Walker (V. F. : Bernard Alane - V. Q. : Martin Watier) : Phil Deedle
- A.J. Langer (V. F. : Marie Vincent - V. Q. : Lisette Dufour) : Lieutenant Jesse Ryan
- John Ashton (V. F. : Vincent Grass - V. Q. : Pierre Chagnon) : Capitaine Douglas Pine
- Dennis Hopper (V. F. : Jacques Frantz - V. Q. : Yves Corbeil) : Frank Slater
- Eric Braeden (V. F. : Michel Mella - V. Q. : Dominique Briand) : Elton Deedle
- Richard Lineback (V. Q. : Sébastien Dhavernas) : Crabbe
- Robert Englund (V. F. : Richard Darbois[2] - V. Q. : Pierre Claveau) : Nemo
- M. C. Gainey (V. F. : Jean Lescot - V. Q. : Éric Gaudry) : Major Flower
- Ana Gasteyer (V. F. : Claire Keim - V. Q. : Natalie Hamel-Roy) : Mel
- Hattie Winston (V. Q. : Johanne Léveillé) : Jo-Claire
- Joey Miyashima : Max Storer
- Steve Bartek : Luau Band Member
- Bart l'ours : l'ours
- Megan Cavanagh (V. F. : Denise Metmer - V. Q. : Christine Bellier) : Mo